# Live in Tokyo (Sleeze Beez)
Live in Tokyo è un live album degli Sleeze Beez, uscito nel 1995 per l'Etichetta discografica Red Bullet Records.

## Tracce
1. Intro/Save Myself
2. Tell It To The Judge
3. Gun Culture
4. Screwed Blued And Tattooed
5. DUI (Intoxicated)
6. Rock In The Western World
7. House Is On Fire
8. Youth Is A State Of Mind
9. Hate Rock 'N Roll
10. I Don't Want To Live Without You
11. Best Things In Life Are Free
12. Heroes Die Young
13. Raise A Little Hell
14. Don't Talk About Roses
15. When The Brains Go To The Balls
16. Stranger Than Paradise

## Formazione
- Andrew Elt - voce, chitarra, armonica
- Chriz Van Jaarsveld - chitarra, cori
- Don Van Spall - chitarra, cori
- Ed Jongsma - basso, cori
- Jan Koster - batteria, cori